# Пелеканос, Джордж
Джордж Пи́тер Пелека́нос (греч. Τζωρτζ Πίτερ Πελεκάνος, англ. George Peter Pelecanos; род. 18 февраля 1957, Вашингтон, округ Колумбия, США) — признанный современный американский писатель-романист, кино- и телепродюсер, сценарист и журналист греческого происхождения. Пишет, в основном, в детективном жанре. Действия произведений Пелеканоса разворачиваются, главным образом, в его родном городе Вашингтоне. Активно участвовал в написании сценария к третьему сезону телевизионной полицейской драмы канала HBO «Прослушка», а также всех пяти сезонов драматического телесериала «Тримей». Большим поклонником писательского творчества Пелеканоса является Барак Обама.

## Ранние годы
Родился 18 февраля 1957 года в Вашингтоне (округ Колумбия, США) в греческой семье. Родители Джорджа родом из города Спарта (Пелопоннес, Греция). Работал поваром, мойщиком посуды, барменом, а также продавцом женской обуви. В возрасте 11 лет стал работать доставщиком заказов в дайнере своего отца, ветерана Второй мировой войны.
Окончил  Мэрилендский университет в Колледж-Парке.
В 1992 году вышел в свет первый роман писателя.

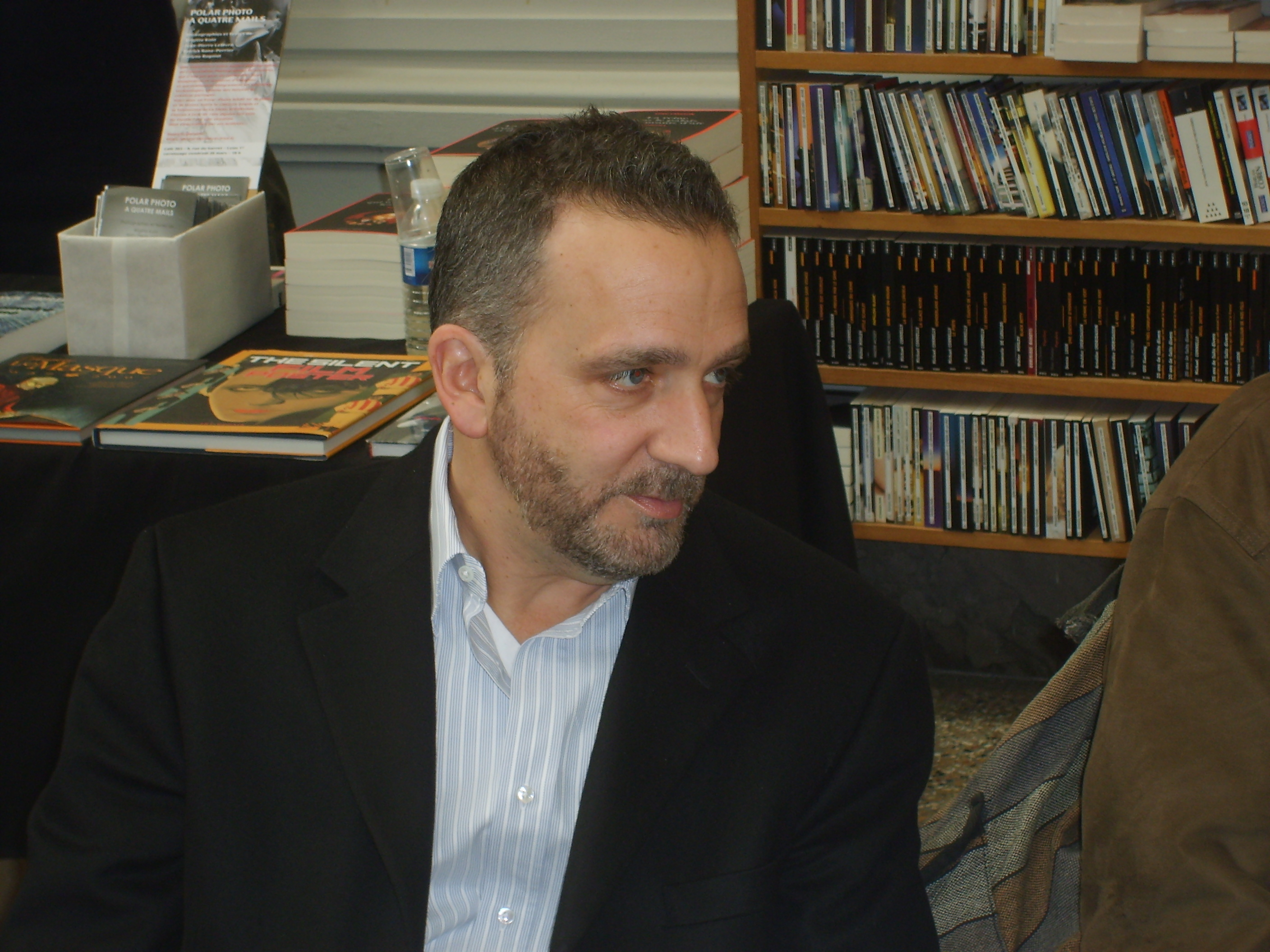
Джордж Пелеканос на фестивале «Quais du polar» в 2008 году (Лион, Франция)

## Карьера

### Романист
Ранние романы Пелеканоса были написаны от первого лица, грека Ника Стефаноса, жителя округа Колумбия, некогда частного следователя.
После успеха своих первых четырёх романов Пелеканос значительно изменил стиль повествования, создав «Столичный квартет» (вольный перевод англ. «D.C. Quartet»), который часто сравнивают с «Лос-Анджелесским квартетом» Джеймса Эллроя. Ведя повествование от третьего лица, Пелеканос перевёл Стефаноса в разряд второстепенного персонажа и представил читателю свою первую «чёрно-белую» команду борцов с преступностью, грека Димитри Карраса и чернокожего Маркуса Клея.

## Оценка писательского творчества
Стивен Кинг, давая оценку писательского творчества Пелеканоса, сказал следующее:
Его первая книга с героем Спиро Лукасом подтверждает то, что Пелеканос, возможно, является самым выдающимся из ныне живущих писателей детективных романов в Америке.

## Личная жизнь
Проживает с супругой и тремя детьми в Силвер-Спринг (Мэриленд, США).

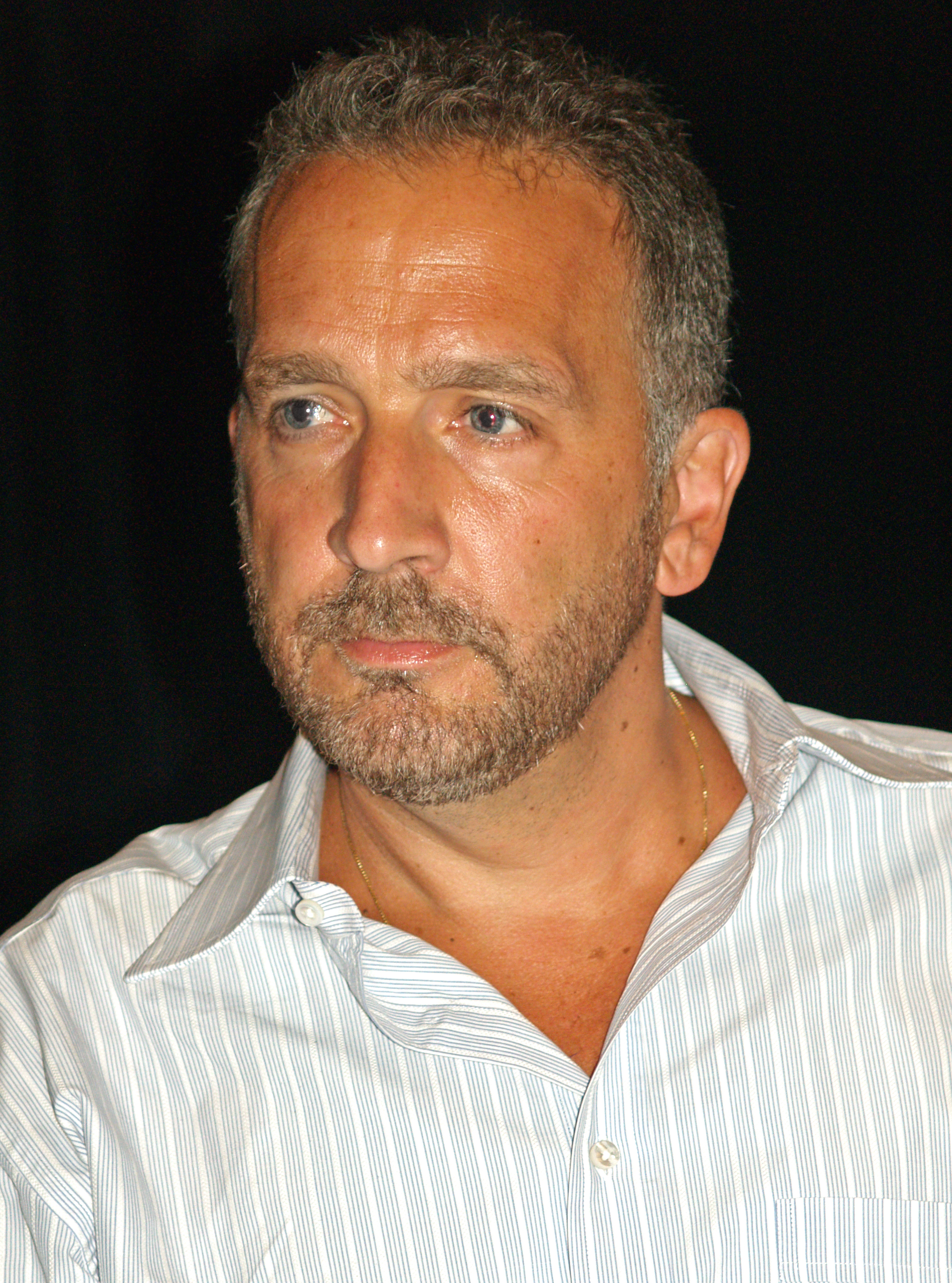
Джордж Пелеканос на Бруклинском книжном фестивале (2008)

## Работы

#### Романы
- Shoedog (1994). ISBN 0312110618
- Drama City (2005). ISBN 0316608211
- The Night Gardener (2006). ISBN 978-0316156509
- The Turnaround (novel) (2008). ISBN 978-0316156479
- The Way Home (2009).[5] ISBN 978-0316156493
- The Man Who Came Uptown (2018) ISBN 978-0316479820

#### Серия книг о Нике Стефаносе
- A Firing Offense (1992). ISBN 0312069707
- Nick's Trip (1993). ISBN 0312088620
- Down by the River Where the Dead Men Go (1995). ISBN 0312130562

#### Серия романов «Столичный квартет»
- The Big Blowdown (1996). ISBN 0312142846
- King Suckerman (1997). ISBN 0316695904
- The Sweet Forever (1998). ISBN 0316691097
- Shame the Devil (2000). ISBN 0316695238

#### Серия романов о Дереке Стрейндже и Терри Куинне
- Right as Rain (2001). ISBN 0316695262
- Hell to Pay (2002). ISBN 0316695068
- Soul Circus (2003). ISBN 0316608432
- Hard Revolution (2004). ISBN 0316608971
- What It Was (2012). ISBN 978-0316209533

#### Серия книг о Спиро Лукасе
- The Cut (2011).[6] ISBN 978-0316078429
- The Double (2013).[7] ISBN 978-0316078399

#### Короткие рассказы
- The Martini Shot (2015). ISBN 978-0316284370

#### Редактор
- D.C. Noir (2006). ISBN 978-1888451900
- D.C. Noir 2: The Classics (2008). ISBN 978-1933354583
- Best American Mystery Stories 2008, with Otto Penzler (2008). ISBN 978-0618812677

### Фильмография

#### Съёмочная группа
| Год  | Телесериал    | Функция                  | Примечания  |
| ---- | ------------- | ------------------------ | ----------- |
| 2013 | «Тримей»      | Исполнительный продюсер  | Сезон 4     |
| 2012 | «Тримей»      | Исполнительный продюсер  | Сезон 3     |
| 2011 | «Тримей»      | Консультирующий продюсер | Сезон 2     |
| 2010 | «Тихий океан» | Сопродюсер               | Мини-сериал |
| 2004 | «Прослушка»   | Продюсер                 | Сезон 3     |
| 2003 | «Прослушка»   | Продюсер                 | Сезон 2     |
| 2001 | «Прослушка»   | Сценарист                | Сезон 1     |

## Награды
| Год  | Награда                             | Номинация                                                      | Результат | Работа                             | Примечания |
| ---- | ----------------------------------- | -------------------------------------------------------------- | --------- | ---------------------------------- | --- |
| 2009 | Премия Гильдии сценаристов США      | Лучший сценарий в драматическом сериале                        | Номинация | «Прослушка» (сезон 5)              | Совместно с Эдом Бёрнсом, Крисом Коллинсом, Деннисом Лихэйном, Дэвидом Миллзом, Ричардом Прайсом, Дэвидом Саймоном и Уильямом Ф. Зорзи                                   |
| 2008 | Премия Гильдии сценаристов США      | Лучший сценарий в драматическом сериале                        | Победа    | «Прослушка» (сезон 4)              | Совместно с Эдом Бёрнсом, Крисом Коллинсом, Кией Кортрон, Деннисом Лихэйном, Дэвидом Миллзом, Эриком Овермайером, Ричардом Прайсом, Дэвидом Саймоном и Уильямом Ф. Зорзи |
| 2007 | Премия «Эдгар»                      | Лучший телефильм/телесценарий мини-сериала                     | Победа    | «Прослушка» (сезон 4)              | Совместно с Эдом Бёрнсом, Кией Кортрон, Деннисом Лихэйном, Дэвидом Миллзом, Эриком Овермайером, Ричардом Прайсом, Дэвидом Саймоном и Уильямом Ф. Зорзи                   |
| 2005 | Премия «Эмми»                       | Лучший сценарий драматического телесериала                     | Номинация | «Прослушка» (эпизод «Второй план») | Совместно с Дэвидом Саймоном |
| 1999 | Премия «Мальтийский сокол» (Япония) | Лучший реалистичный детективный роман, опубликованный в Японии | Победа    | «The Big Blowdown»                 | |